# Лук белоцветный
Лук белоцветный (лат. Allium leucanthum) — многолетнее травянистое растение, вид рода Лук (Allium) семейства Луковые (Alliaceae).

## Распространение и экология
В природе ареал вида охватывает Закавказье.
Произрастает на сухих местах и в посевах.

## Ботаническое описание
Луковица яйцевидно-шаровидная, диаметром около 2—3 см; наружные оболочки серовато-буроватые, мочалообразные; оболочки замещающей луковицы желтоватые. Луковички многочисленные, желтоватые, тусклые. Стебель высотой 50—120 см, на четверть или на треть одетый гладкими влагалищами листьев.
Листья в числе четырёх—семи, шириной 3—9 мм, широко-линейные, не дудчатые, килеватые, шероховатые, значительно
короче стебля.
Чехол рано опадающий. Зонтик коробочконосный, почти шаровидный, густой, многоцветковый. Цветоножки в два—восемь раз длиннее околоцветника, неравные, внутренние до двух раз длиннее, наружные при основании с прицветниками, внутренние без них. Листочки яйцевидно-колокольчатого околоцветника белые, с зелёной жилкой, тупые или островатые, длиной 3—3,5 мм, внутренние эллиптические, наружные килеватые, шероховатые, продолговато-яйцевидные. Нити тычинок на четверть длиннее листочков околоцветника, при основании между собой и с околоцветником сросшиеся, ресничатые, наружные цельные, треугольно-шиловидные, внутренние трёхраздельные. Столбик выдается из околоцветника.
Коробочка немного длиннее околоцветника.

## Таксономия
Вид Лук белоцветный входит в род Лук (Allium) семейства Луковые (Alliaceae) порядка Спаржецветные (Asparagales).
|  |                                      |  |                                                             |                                                             |                   |  | ещё 24 семейства (согласно Системе APG II) | ещё 24 семейства (согласно Системе APG II) |                     |  |  |  | ещё более 870 видов |
|  |                                      |  |                                                             |                                                             |                   |  | ещё 24 семейства (согласно Системе APG II) | ещё 24 семейства (согласно Системе APG II) |                     |  |  |  | ещё более 870 видов |
|  |                                      |  |                                                             | порядок Спаржецветные                                       |                   |  |                                            |                                            | род Лук             |  |  |  |                     |
|  |                                      |  |                                                             | порядок Спаржецветные                                       |                   |  |                                            |                                            | род Лук             |  |  |  |                     |
|  | отдел Цветковые, или Покрытосеменные |  |                                                             |                                                             | семейство Луковые |  |                                            |                                            | вид Лук белоцветный |  |  |  |                     |
|  | отдел Цветковые, или Покрытосеменные |  |                                                             |                                                             | семейство Луковые |  |                                            |                                            |                     |  |  |  |                     |
|  |                                      |  | ещё 44 порядка цветковых растений (согласно Системе APG II) | ещё 44 порядка цветковых растений (согласно Системе APG II) |                   |  |                                            | ещё около 300 родов                        | ещё около 300 родов |  |  |  |                     |
|  |                                      |  |                                                             | ещё 44 порядка цветковых растений (согласно Системе APG II) |                   |  |                                            |                                            | ещё около 300 родов |  |  |  |                     |